# Рогово (Печорский район)
Рогово — деревня в Печорском районе Псковской области России. Входит в состав городского поселения Печоры. До апреля 2015 года — в составе сельского поселения Изборская волость.
Расположена в 14 км к юго-востоку от города Печоры и в 6 км к северу от Изборска, северо-западнее Мальского озера в Мальской долине.

## Население
| 2001 | 2002 | 2010 |
| ---- | ---- | ---- |
| 4    | ↘3   | ↘0   |